# Creaks
| Сводный рейтинг       | Сводный рейтинг        |
| Агрегатор             | Оценка                 |
| --------------------- | ---------------------- |
| Metacritic            | ПК: 82/100 PS4: 83/100 |
| OpenCritic            | ПК: 80/100             |
| Русскоязычные издания |                        |
| Издание               | Оценка                 |
| «Игромания»           | [ 6 ]                  |

Creaks (с англ. — «Скрипы») — платформенная приключенческая пазл-игра, разработанная компанией Amanita Design. Это первая крупная игра Amanita Design, которая не является point-and-click-квестом. О разработке игры было объявлено 9 октября 2018 года. Впервые игра была выпущена 10 июля 2020 года в онлайн-сервисе цифрового распространения компьютерных игр Apple Arcade.

## Игровой процесс
Creaks — это платформенная игра, в которой внимание игрока сосредоточено на решении головоломок. Игрок управляет человеком, который путешествует по подземному миру, в котором живут разные чудовища, называемые «скрипами». На создание скрипов авторов сподвигло явление под названием «парейдолия». Игрок должен избегать этих чудовищ и решать головоломки для того, чтобы продвигаться дальше по игре. Головоломки основываются на работе со светом и логическом мышлении. Когда враги оказываются на свету, то они обычно превращаются в мебель. Игроку придётся пользоваться этим, так как противника, превращённого в мебель, можно использовать для того, чтобы попасть в недоступную область, в которую иначе попасть никак не получится. Кроме того, разные виды врагов ведут себя по-разному. Например, Шпион повторяет движения игрока, а Пёс сразу же нападает на него. Также игрок обнаруживает находящиеся повсюду кнопки и рычаги, которые нужны для того, чтобы решать головоломки.
Помимо основной сюжетной линии игрок также может найти различные картины, на создание которых авторов вдохновила эстетика XVIII и XIX веков. Эти картины служат в качестве предметов коллекционирования, а также являются мини-играми, которые образно выполняют роль окон в иной мир.

## Сюжет
За окном темно, а главный герой сидит в своей комнате за столом и читает. Вдруг неожиданно свет гаснет и земля начинает дрожать. Затем за стеной своей комнаты он обнаруживает потайной проход с длинной лестницей, который приводит его в подземный мир со стоящим посреди старым поместьем. В этом причудливом мире он встречается с чудовищами, называемыми «скрипами», а также дружелюбными существами — авианами, которые помогают ему в его путешествии, предпринимаемом в целях исследования подземного города. Также главный герой узнаёт об огромном скрипе-великане, который бродит по городу и наводит ужас на авианов. В итоге главный герой побеждает этого огромного скрипа и спасает авианов, после чего он возвращается по лестнице к себе домой. Когда он входит в свою комнату, он видит, что уже совсем светло. Он ложится на свою кровать, и начинаются титры.

## Разработка
Идея игры Creaks появилась у Радима Юрды и Яна Члупа во время их совместной учёбы в университете, когда они занимались созданием различных прообразов персонажей на Flash для своей дипломной работы. Впоследствии они встретились с Якубом Дворски, который стал помогать своими советами их проекту. Идея игры увлекла Дворски, и он принял Юрду и Члупа на работу в свою студию Amanita Design. Внутри рабочего коллектива Amanita Design Юрда и Члуп собрали маленькую команду, которая и занялась работой над созданием игры. Впервые игра была представлена общественности 9 октября 2018 года. Игра была в разработке в течение 8-и лет.
Впервые игру выпустили в онлайн-сервисе Apple Arcade 10 июля 2020 года, а о выходе версий для PC, PlayStation 4 и Xbox One решили объявить в конце июля 2020 года. Над версией для Nintendo Switch работали на момент самого первого выпуска игры. 14 июля 2020 года было объявлено о том, что версия для ПК и консолей будет выпущена 22 июля 2020.